# Eva Santamaría
Eva Santamaría (* 18. Oktober 1971 in El Puerto de Santa María) ist eine spanische Popsängerin.

## Leben und Wirken
1993 erschien ihr Debütalbum A buen puerto. Dieser erste Achtungserfolg ließ sie bei der Vorentscheidungsshow des Senders Televisión Española siegen und sie trat beim Eurovision Song Contest 1993 in Millstreet für Spanien an. Mit dem Poptitel Hombres erreichte sie den elften Platz. Nach dem Contest hat sie sich von der Popmusik zurückgezogen und ist als Musicaldarstellerin aktiv geworden.